# Porto de Eleutério

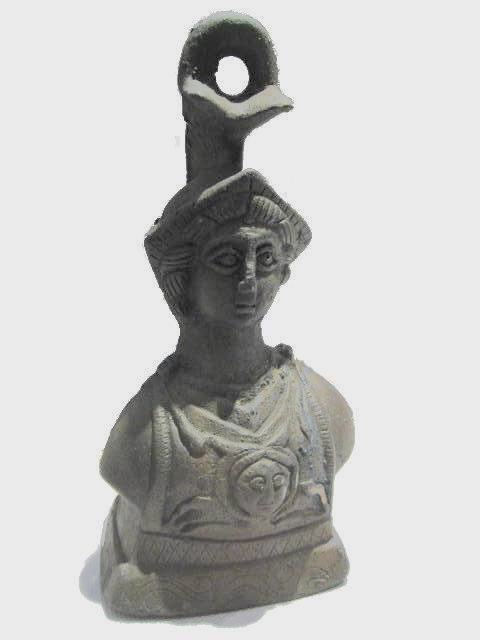
Peso de balança esculpido descoberto durante as escavações do Porto de Eleutério

O Porto de Eleutério (em grego: λιμήν Ἐλευθερίου; em latim: Portus Eleutherius), também conhecido pelo seu nome posterior de Porto de Teodósio (em grego: λιμήν Θεοδοσίου; em latim: Portus Theodosiacus), foi um dos portos da antiga Constantinopla, a capital do Império Bizantino. Situava-se na margem do Mar de Mármara, no sul da península da parte muralhada de Cosntantinopla, no que é hoje o bairro de Yenikapı do distrito de Fatih de Istambul, Turquia.
Os outros portos antigos da cidade eram os de Juliano, o pequeno porto do Palácio de Bucoleão, ambos na margem sul da península, no Mar de Mármara, e os portos de Neório e Prosfório, no lado norte, na embocadura do Corno de Ouro, na extremidade do Bósforo.

## Descrição
Em novembro de 2004, os trabalhadores do Marmaray, um túnel ferroviário em construção ligando as duas margens do Bósforo, descobriram os restos assoreados do porto no local previsto para a nova estação de Yenikapı. As escavações provaram que os vestígios são do Porto de Eleutério.  As escavações no local converteram-se numa das maiores investigações na Europa, pela dimensão e pelo número de naufrágios encontrados desde a descoberta inicial. O porto comercial, em uso entre os séculos V e X era uma alternativa às  instalações portuárias principais, situadas ao largo da entrada do Corno de Ouro. Está prevista a construção de um museu  perto da nova estação para acolher as obras descobertas. 
As escavações estão a contribuir muito para o alargamento do conhecimento da história de Istambul, que afinal é mais antiga do que se pensava, remontando a 6 500 a.C. Foram descobertos esqueletos com 8 000 anos em quatro sepulturas pré-históricas. À medida que os trabalhos de escavação avançam, têm sido desenterrados mais túmulos, os quais revelam que Istambul é o local de assentamentos muito antigos da Idade da Pedra. 
Além de esqueletos, durante as escavações foram descobertos restos de 36 navios de guerra dos séculos VI a X, incluindo quatro galés ligeiras do tipo galea. Os barcos foram conservados na Universidade de Istambul e no Instituto de Investigação Submarina de Bodrum.
Foram também encontrados restos daquilo que são consideradas as muralhas mais antigas de Istambul.  Cerca de 500 peças descobertas durante as escavações foram exibidas no Museu Arqueológico de Istambul.